# SnowWorld Landgraaf

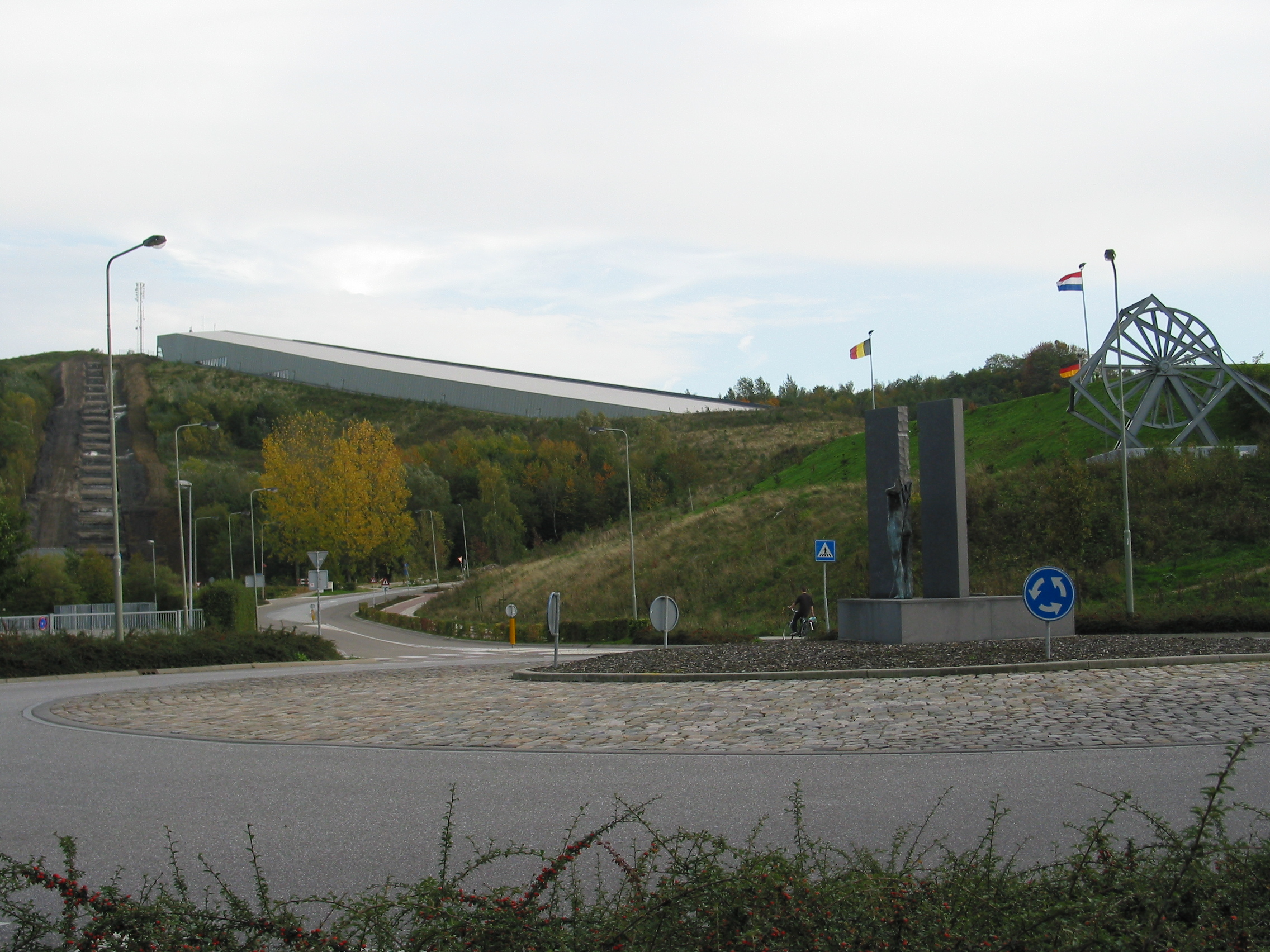
Wilhelminaberg met SnowWorld

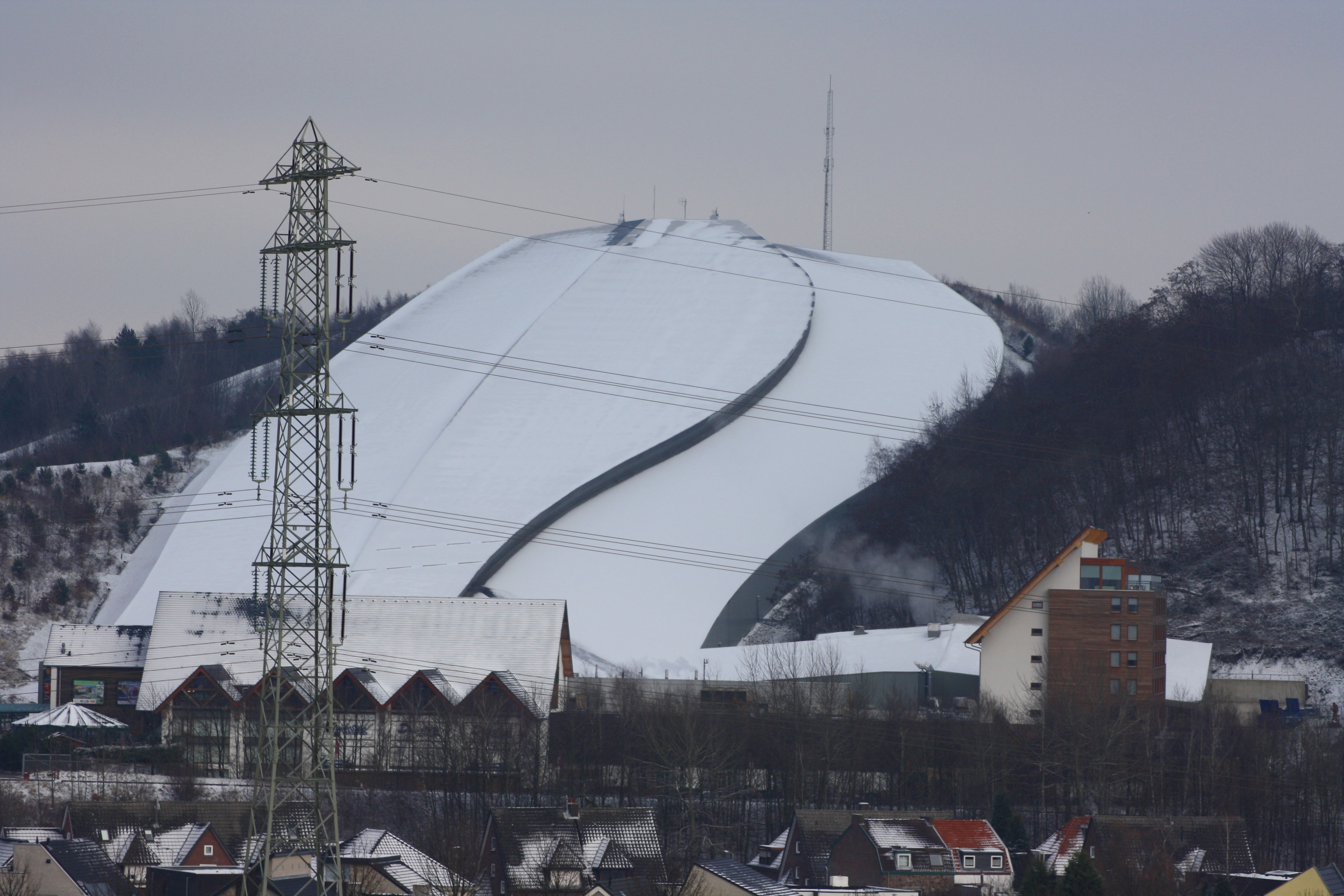
SnowWorld in de sneeuw

SnowWorld Landgraaf is een bedrijf met indoorskibanen op de Wilhelminaberg in Landgraaf in de Nederlandse provincie Limburg. Het wordt geëxploiteerd door SnowWorld Leisure NV. Naast de vestiging in Landgraaf beschikt deze firma over vestigingen in Zoetermeer, Amsterdam, Rucphen, Terneuzen, Amnéville en Antwerpen. Tot 2020 was SnowWorld Landgraaf met bijna 35.000 m² sneeuw de grootste skihal ter wereld, in januari opende in Noorwegen SNØ met 36.000 m² sneeuw.

## Geschiedenis
In 2001 werd de eerste skipiste geopend. Met een afdalingspad van 500 meter was het toen het langste indoorpistepad ter wereld. De tegelijk gereedgekomen oefenhelling was 100 meter lang. In 2003 werd een derde piste toegevoegd: de FIS-wedstrijdpiste met een afdaling tot 500 meter. Er kwam toen ook een funpark voor stunts. In 2008 opende het bedrijf een hotel met honderd kamers en een tweede oefenhelling. In 2012 werd buiten de skihal een klimpark aangelegd. Dit is het grootste klimpark van Europa met een oppervlakte van ongeveer 25.000 m².

## Mogelijkheden
De vijf pistes zijn voorzien van zeven liften, waaronder een zespersoons stoeltjeslift. Op de langste piste kunnen afdalingen gemaakt worden tot 520 meter. Dit is niet de werkelijke lengte van de piste, maar de lengte van een gemiddeld afdalingspad. De werkelijke lengte ligt op ongeveer 390 meter. De twee oefenpistes hebben elk een eigen hellingsgraad. Het skibedrijf beschikt over 's werelds enige officiële indoor FIS-Rennstrecke, waar officiële World Cup- en Europa Cup-wedstrijden kunnen plaatsvinden. Het totale sneeuwoppervlak van de skihal is bijna 35.000 m². Er is ook een skischool beschikbaar.
Bij de pistes zijn restaurants en après-skigelegenheden aanwezig.